# Molecuulfysica
De molecuulfysica is dat deelgebied van de natuurkunde dat de structuur en het gedrag van moleculen onderzoekt. Zij is gebaseerd op de inzichten uit de atoomfysica en de kwantummechanica. Een belangrijk model voor de berekening van molecuuleigenschappen is de Born-Oppenheimerbenadering.
Een belangrijke methode in de molecuulfysica is de spectroscopie, waarin niet alleen de energieniveaus van de elektronen, maar ook de trillings- en rotatietoestanden worden beschreven. Het in de atoomfysica belangrijke orbitaalmodel wordt in de molecuulfysica uitgebreid met molecuulorbitalen.
De molecuulfysica kan worden gezien als een grensgebied tussen natuurkunde en scheikunde.

## Molecuulspectra
In moleculen worden de (van atomen bekende) energieniveaus van de elektronen onderverdeeld in trillingstoestanden, en deze laatste verder in rotatietoestanden. De energieverschillen tussen de elektronentoestanden zijn het grootst en liggen bij enkele elektronvolts, en de bijbehorende straling ligt ongeveer in het zichtbare gebied. De straling van trillingsovergangen ligt in het midden-infrarood (ongeveer tussen 3 en 10 µm); die van rotatieovergangen liggen in het ver-infrarood (ongeveer tussen 30 en 150 µm). Het spectrum van een molecuul bestaat in het algemeen uit veel meer lijnen dan dat van een atoom. Bij de verandering van de toestand van een elektron behoort een zogenaamd bandensysteem, waarbij elke afzonderlijke band overeenkomt met een gelijktijdige trillingsovergang bij een elektronenovergang. Elke band bestaat weer uit afzonderlijke spectraallijnen, waar steeds een tegelijk met de elektronenovergang en de trillingsovergang plaatsvindende rotatieovergang bijhoort.
We bekijken hier vooral tweeatomige moleculen, waarbij de toestanden eenvoudiger kunnen worden weergegeven.

### Rotatie van een tweeatomig molecuul

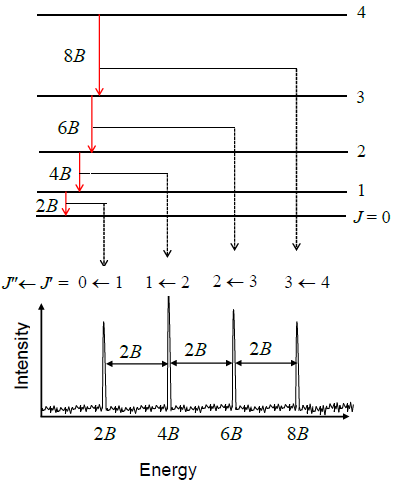
Voorbeeld van een rotatiespectrum.

Voor lage rotatiekwantumgetallen, dat wil zeggen wanneer het molecuul niet zo snel draait dat de afstand tot de kern merkbaar toeneemt, kan men bij benadering het molecuul als star beschouwen. Dat betekent dat de afstand tussen de atoomkernen constant is. Het impulsmoment ({\displaystyle {\vec {L}}_{N}} genaamd, hoewel het bijbehorende kwantumgetal {\displaystyle J} wordt genoemd) wordt gekwantiseerd:
{\displaystyle |{\vec {L}}_{N}|={\sqrt {J\cdot (J+1)}}\cdot \hbar }
waarin {\displaystyle J=0,1,2,\ldots } de rotatiekwantumgetallen en {\displaystyle \hbar } de constante van Dirac is. De rotatie-energie bedraagt
{\displaystyle E={\frac {|{\vec {L}}_{N}|^{2}}{2\cdot I}}={\frac {J\cdot (J+1)\cdot \hbar ^{2}}{2\cdot I}}=h\cdot c\cdot B\cdot J\cdot (J+1)}
waarin {\displaystyle I} het traagheidsmoment is en
{\displaystyle B={\frac {h}{8\cdot \pi ^{2}\cdot c\cdot I}}}
de zogenaamde rotatieconstante van het molecuul is. Door spectroscopische metingen kan men de rotatieconstante bepalen en daaruit het traagheidsmoment berekenen.
De afstand tussen de energieniveaus {\displaystyle J=n} en {\displaystyle J=n+1} bedraagt {\displaystyle \Delta E=(2+2n)hcB}. Deze afstand neemt dus toe bij groter wordend kwantumgetal. De selectieregel voor overgangen met absorptie of emissie van een foton is {\displaystyle \Delta J=\pm 1}; bovendien moet het molecuul een permanent dipoolmoment hebben, hetgeen bij moleculen met twee gelijksoortige atomen niet het geval is. Daarom hebben deze moleculen geen rotatiespectrum.
De energieverschillen tussen rotatieniveaus zitten in de grootteorde van de thermische energie van deeltjes bij kamertemperatuur. In thermisch evenwicht zijn de energietoestanden bezet volgens de boltzmannverdeling. Daarbij dient men zich te realiseren dat het bij een toestand met kwantumgetal {\displaystyle J} eigenlijk om {\displaystyle 2J+1} ontaarde toestanden gaat met richtingsquantumgetallen
{\displaystyle m_{J}=-J,-J+1,\ldots ,-1,0,1,\ldots ,J}. De bezettingsgraad is daarom evenredig met
{\displaystyle (2J+1)\cdot e^{-{\frac {hcBJ(J+1)}{kT}}}}
Het rotatiespectrum is bovendien nog afhankelijk van de overgangswaarschijnlijkheden tussen de toestanden. Wanneer deze ongeveer gelijk zijn, geven de intensiteiten van de spectraallijnen ongeveer de overgangswaarschijnlijkheden weer. Typisch neemt de bezettingsgraad vanaf {\displaystyle J=0} met toenemende {\displaystyle J} aanvankelijk met een factor {\displaystyle 2J+1} tot een maximum, om dan weer exponentieel af te nemen. De rotatiespectra zien er dan ook vaak zo uit. De afstanden tussen de spectraallijnen zijn daarbij allemaal gelijk, omdat de afstanden tussen de energieniveaus bij een toename van {\displaystyle J} met 1 steeds met {\displaystyle 2hcB} toenemen en door de selectieregel alleen overgangen naar het eerstvolgende niveau mogelijk zijn.

### Trillingen van een tweeatomig molecuul
De atomen van een tweeatomig, haltervormig molecuul kunnen ook ten opzichte van elkaar trillen. De eenvoudigste benadering is hierbij een harmonische trilling; de potentiële energie van een atoom moet hierbij toenemen met het kwadraat van de afstand tot de evenwichtsafstand {\displaystyle r_{0}} ten opzichte van het andere atoom. De energieniveaus van een kwantummechanische harmonische oscillator (kwantumgetal {\displaystyle \nu }) zijn equidistant:
{\displaystyle E_{\nu }=\hbar \omega _{0}\cdot (\nu +{\tfrac {1}{2}})}
Reële moleculen wijken echter sterk af van dit gedrag. De potentiaal is niet harmonisch en neemt bij afnemende afstand tot het andere molecuul veel sterker toe dan bij het toenemende afstand – hier nadert hij asymptotisch naar de dissociatie-energie {\displaystyle E_{\text{dis}}} van het molecuul. Een betere benadering dan de harmonische potentiaal is de zogenaamde Morsepotentiaal. Deze functie geeft de werkelijke potentiaal veel beter weer en de schrödingervergelijking is desondanks nog analytisch oplosbaar. Voor zeer kleine afstanden wordt hij niet oneindig groot:
{\displaystyle E_{\text{pot}}=E_{0}+E_{\text{dis}}\cdot \left(1-e^{-a\cdot (r-r_{0})}\right)^{2}}
{\displaystyle E_{0}} is de nulpuntsenergie van de potentiaal, {\displaystyle a} is een parameter:
{\displaystyle a={\sqrt {\frac {k}{2\cdot E_{\text{dis}}}}}}
Hierin is {\displaystyle k} de veerconstante van de best-passende harmonische potentiaal.
De energieniveaus kunnen nu met de schrödingervergelijking worden berekend:
{\displaystyle E_{\nu }=\hbar \omega _{0}\cdot (\nu +{\tfrac {1}{2}})-{\frac {\hbar ^{2}\omega _{0}^{2}}{4E_{\text{dis}}}}\cdot (\nu +{\tfrac {1}{2}})^{2}}
In tegenstelling tot de harmonische oscillator zijn de toegestane trillingsniveaus nu niet meer equidistant, maar neemt hun afstand bij benadering af met {\displaystyle 1/\nu ^{2}}. Daarmee is voldaan aan het correspondentieprincipe: bij naderen van de dissociatie-energie liggen de toegestane niveaus praktisch oneindig dicht bij elkaar.
De selectieregels voor overgangen tussen trillingsniveaus zijn {\displaystyle \Delta \nu =\pm 1} voor een harmonische oscillator; voor de niet-harmonische oscillator zijn ook {\displaystyle \Delta \nu =\pm 2,\pm 3,\ldots } met afnemende waarschijnlijkheid toegestaan. Men neemt zelden zuivere trillingsspectra waar, omdat er rotatiespectra op gesuperponeerd zitten.

### Rotatie-trillingswisselwerking

Rotatie-trillings spectrum van koolstofmonoxide.

Doordat het traagheidsmoment van een molecuul ten gevolge van de trillingen schommelt, moet men voor nauwkeurigere berekeningen bij de energie van het molecuul de energie van de trillings-rotatiewisselwerking optellen. Als men voor de totale energie uitgaat van de volgende benadering:
{\displaystyle E_{\nu J}=\sum _{j=0}^{\infty }\sum _{k=0}^{\infty }Y_{jk}(\nu +{\tfrac {1}{2}})^{j}J^{k}(J+1)^{k}}
dan kan men de zogenaamde Dunhamcoëfficiënten {\displaystyle Y_{jk}} aan de experimentele resultaten aanpassen.
De effectieve potentiaal voor de molecuultrilling van een tweeatomig molecuul wordt door de rotatie verhoogd:
{\displaystyle E_{\text{pot}}=E_{\text{pot,0}}+{\frac {J(J+1)\hbar ^{2}}{2Mr^{2}}}}
waarin {\displaystyle E_{\text{pot}}} de potentiaal zonder trilling is.
Daardoor ontstaat bij hogere rotatiekwantumgetallen een zogenaamde rotatiebarrière: bij toenemende afstand tot de atoomkernen neemt de effectieve potentiaal toe van een minimum (evenwichtstoestand) tot een maximum (de rotatiebarrière), dat reeds boven de dissociatie-energie ligt, om daarna weer af te nemen tot de dissociatie-energie. Daardoor kan het molecuul zich in een trillingstoestand „achter” de rotatiebarrière bevinden waarvan de energie hoger is dan de dissociatie-energie. Er kan dan door het tunneleffect dissociatie optreden. Bij zeer hoge rotatiekwantumgetallen komt ook het potentiaalminimum boven de dissociatie-energie te liggen; bij nog hogere rotatiekwantumgetallen is er ten slotte geen minimum meer en zijn er daardoor ook geen stabiele toestanden meer.

### Elektronentoestanden van tweeatomige moleculen
Net als bij atomen wordt ook hier de toestand van en elektron beschreven door een hoofdkwantumgetal {\displaystyle n} en een baanimpulsmoment-kwantumgetal {\displaystyle I}, waaraan, net als bij atomen, bij verschillende waarden de letters (s, p, d, f, ...) worden toegekend. Het elektrische veld is echter niet meer bolsymmetrisch, waardoor het baanimpulsmoment zich moet instellen ten opzichte van de verbindingslijn tussen de kernen. De projectie van het baanimpulsmoment {\displaystyle {\vec {L}}_{l}} op deze verbindingslijn noemt men {\displaystyle {\vec {L}}_{\lambda }}, met het bijbehorende kwantumgetal {\displaystyle \lambda }. Voor de verschillende waarden van {\displaystyle \lambda } gebruikt men Griekse letters die overeenkomen met de Latijnse letters voor de waarden van {\displaystyle I} ({\displaystyle \sigma ,\pi ,\delta ,\phi ,\ldots }). Men schrijft dan bijvoorbeeld de grondtoestand van het waterstofmolecuul als {\displaystyle (1s\sigma ^{2})}: 2 elektronen bevinden zich in de grondtoestand {\displaystyle n=1,l=0,\lambda =0}.
De koppeling van de afzonderlijke impulsmomenten tot een molecuulimpulsmoment geschiedt in de praktijk in verschillende volgordes, afhankelijk van de sterkte van de wisselwerkingen; men spreekt dan van de regels van Hund (a) - (e) (genoemd naar Friedrich Hund).
De som van de op de verbindingslijn door de kernen geprojecteerde banimpulsmomenten noemt men {\displaystyle {\vec {L}}_{\Lambda }}, met het kwantumgetal {\displaystyle \Lambda }. De som van de eigen impulsmomenten van de elektronen (spins) noemt men, net als bij een atoom, {\displaystyle {\vec {L}}_{S}}, met het kwantumgetal {\displaystyle S}. De projectie van deze totale spin op de verbindingslijn door de kernen wordt {\displaystyle {\vec {L}}_{\Sigma }} genoemd, met het kwantumgetal {\displaystyle \Sigma }. De som van {\displaystyle {\vec {L}}_{\Lambda }} en {\displaystyle {\vec {L}}_{\Sigma }} heet {\displaystyle {\vec {L}}_{\Omega }}, met het kwantumgetal {\displaystyle \Omega }. Het mechanische impulsmoment van het molecuul heeft ook nog een wisselwerking met de impulsmomenten van de elektronen.
Voor de elektronentoestanden worden vaak ook andere notaties gebruikt: X is dan de grondtoestand; A, B, C, ... staan voor de aangeslagen toestanden (kleine letters a, b, c, ... worden meestal gebruikt voor triplettoestanden).

## De totale energie van een molecuul
De totale energie van een molecuul in formule-vorm:
{\displaystyle T_{\text{totaal}}=T_{\text{e}}+T_{\text{k}}+V_{\text{ee}}+V_{\text{kk}}+V_{\text{ek}}}
waarin 
| {\displaystyle T_{\text{e}}=-{\tfrac {1}{2}}\sum _{i=1}^{N}\Delta _{i}}                                         | de kinetische energie van de elektronen                                            |
| {\displaystyle T_{\text{k}}=-{\tfrac {1}{2}}\sum _{\mu =1}^{N}{\frac {1}{m_{\mu }}}\Delta _{\mu }}              | de kinetische energie van de atoomkernen                                           |
| {\displaystyle V_{\text{ee}}=\sum _{i=1}^{N-1}\sum _{j>i}^{N}{\frac {1}{r_{ij}}}}                               | de potentiële energie van de wisselwerking tussen de elektronen                    |
| {\displaystyle V_{\text{kk}}=\sum _{\mu =1}^{M-1}\sum _{\nu >\mu }^{M}{\frac {Z_{\mu }Z_{\nu }}{R_{\mu \nu }}}} | de potentiële energie van de wisselwerking tussen de kernen                        |
| {\displaystyle V_{\text{ek}}=-\sum _{i=1}^{N}\sum _{\mu =1}^{M}{\frac {Z_{\mu }}{R_{i\mu }}}}                   | de potentiële energie van de wisselwerking tussen de elektronen en de atoomkernen. |

Hierbij zijn {\displaystyle i} en {\displaystyle j} de indices voor de elektronen, {\displaystyle \mu } en {\displaystyle \nu } respectievelijk de indices voor de atoomkernen, {\displaystyle r_{ij}} de afstand tussen de elektronen {\displaystyle i} en {\displaystyle j}, {\displaystyle R_{\mu \nu }} de afstand tussen de kernen {\displaystyle \mu } en {\displaystyle \nu }, {\displaystyle R_{i\mu }} de afstand tussen elektron {\displaystyle i} en kern {\displaystyle \mu }, en {\displaystyle Z_{\mu }} het atoomnummer (kernladingsgetal) van atoomkern {\displaystyle \mu }.
In de praktijk wordt de volledige schrödingervegrelijking met behulp van de Born-Oppenheimerbenaderingen in een schrödingervergelijking voor elektronen (met vaste kerncoördinaten) en een schrödingervergelijking voor de kernen opgesplitst. De oplossing van de schrödingervergelijking voor de kernen vereist dan dat de oplossing van de schrödingervergelijking voor de elektronen voor alle relevante kerngeometrieën bekend is, omdat hij de energie als functie van de kerngeometrie nodig heeft. De schrödingervergelijking voor de elektronen verkrijgt men formeel door {\displaystyle T_{\text{k}}} te stellen.